# Kamaropteror
Kamaropteror (Camaroptera) är ett släkte i familjen cistikolor inom ordningen tättingar. Släktet omfattar vanligen fyra arter som förekommer i Afrika söder om Sahara:
- Trumpetkamaroptera (C. brachyura)
- Angolakamaroptera (C. harterti)
- Gulbrynad kamaroptera (C. superciliaris)
- Olivkamaroptera (C. chloronota)